# Pierre Karch
Pierre Karch, né le 20 juin 1941 à Saint-Jérôme (Québec), est un écrivain, nouvelliste, essayiste, éditeur et critique canadien.

## Biographie
Pierre Paul Karch est né à Saint-Jérôme au Québec, fils d’Albert Karch et de Lucienne Tellier. À l’Université d’Ottawa, il a obtenu, en 1961, son baccalauréat ès arts (psychologie et français) et, en 1963, sa maîtrise ès arts (français). Il a été professeur au Collège universitaire de Rouyn-Noranda (1963-1965) (aujourd'hui Université du Québec en Abitibi-Témiscamingue) avant de compléter la scolarité du doctorat à l'Université de Toronto (1965-1967). Il a enseigné la littérature à l'Université Mount Allison.
Le 17 mai 1972, il a épousé Mariel O’Neill. Il a été professeur de littérature au Collège Glendon, Université York (1967-2004). Membre fondateur du Regroupement des écrivains de langue française du Toronto métropolitain, en 1984, il a été membre du collectif de la revue XYZ de 1985 à 2012. 
Il a publié des contes et des nouvelles dans de nombreuses revues dont Atmosphères, Les Cahiers bleus (France), Casa de las Americas (Cuba), Liaison, Liberté, Nouvelle donne (France), Rauque, RegArt (Belgique), Le Sabord, Stop et Virages. Il a fait de la critique de théâtre sur les ondes de CJBC, Radio Canada (1981-1991), ainsi que pour L'Express de Toronto (1991- 2007). Des articles portant sur la littérature et les beaux-arts ont paru dans L'Amitié guérinienne (France), Les Archives des lettres canadiennes-françaises, The Canadian Modern Language Review, Francophonies d'Amérique, Lettres québécoises, Liaison, LittéRéalité, Revue d'histoire littéraire du Québec et du Canada français, Revue de l'Université Laurentienne, Revue du Nouvel Ontario, Thalia, University of Toronto Quarterly et Vie des arts.

## Œuvres

### Romans
- 1982 : Baptême, Sudbury, Prise de parole.
- 1988 : Noëlle à Cuba, Sudbury, Prise de parole[3].
- 1998 : Le nombril de Scheherazade, Sudbury, Prise de parole.
- 2007 : Noëlle à Cuba, Sudbury, Prise de parole, coll. « BCF », préface de Pierre Hébert.

### Nouvelles
- 1981 : Nuits blanches, Sudbury, Prise de parole.
- 1991 : Jeux de patience, Montréal, XYZ éditeurs, coll. « L’Ère nouvelle ».
- 2011 : Nuages, Montréal, Lévesque éditeur, coll. « Réverbérations ».

### Essai sur les arts[4]
- 1995 : Les ateliers du pouvoir

### Éditions critiques
(en collaboration avec Mariel O’Neill-Karch)
- 2001 : Régis Roy (1864-1944), Choix de nouvelles et de contes, Ottawa, Éditions David, coll. « Voix retrouvées », 259 p.
- 2002 : Augustin Laperrière (1829-1903), Les pauvres de Paris, Une partie de plaisir à la caverne de Wakefield ou Un monsieur dans une position critique et Monsieur Toupet ou Jean Bellegueule, Ottawa, Éditions David, coll. « Voix retrouvées », 211 p.
- 2006 : Théâtre comique de Régis Roy (1864-1944), Ottawa : Éditions David, coll. « Voix retrouvées », 358 p.

### Anthologie et Dictionnaire
(en collaboration avec Mariel O’Neill-Karch)
- 1974 : Options. Choix de textes canadiens-français, Toronto: Oxford University Press.
- 1996 : DICLOF. Dictionnaire des citations littéraires de l’Ontario français depuis 1960, Vanier, L’Interligne, 302 p.
- 2006 : DICLOF. Dictionnaire des citations littéraires de l’Ontario français depuis 1960, deuxième édition, revue et mise à jour, Vanier, L’Interligne, coll. « BCF », 531 p.

## Prix littéraires
- 1971 : « La bague », lauréat du deuxième concours international Contes et nouvelles du monde francophone
- 1990 : « Le chien d’Evora », lauréat du concours de nouvelles de la revue Stop

## Contes et nouvelles à l’école
Après avoir publié, en 1974, une anthologie destinée aux élèves du secondaire, Pierre Karch a vu plusieurs de ses propres contes et nouvelles utilisées à des fins pédagogiques. Deux contes, Amargok, le petit loup blanc et Le Docteur Ti-Hi ont paru, en 1982, dans des anthologies préparées par Yolande Grisé. Trois ans plus tard, un groupe d’élèves de l’école secondaire Champlain a transformé le conte Le Docteur Ti-Hi en photo-roman. La bague, la toute première nouvelle de Pierre Karch, publiée en 1971, a ensuite fait partie, en 1986, d’une anthologie préparée par Jacqueline Martin. Deux adaptations de cette même nouvelle, par Diane Charrette-Lavoie, ont paru en 2003. Ben Swift, publié d’abord en 1984 dans Liaison no 31, paraît de nouveau dans Les meilleures nouvelles de mon école, sous la direction de Claude Belcourt. 
En 2001, Croyez-vous au chien ?, écrit en collaboration avec Mariel O’Neill-Karch, paraît dans Recueil de lecture 4e, 5e et 6e année. Enfin, une analyse de C’est du propre, nouvelle publiée dans Virages no 38 (hiver 2007), fait partie d’un Dossier pédagogique à l’usage des enseignants des cours de français dans les écoles secondaires, rédigé par Gilles Laporte et Marguerite Andersen.

## Accueil critique

### Baptême
Quinze ans après sa publication, Stéphane Gauthier s’étonne du fait que « le charmant petit livre de Pierre Karch » soit tombé dans l’oubli, car il estime que Pierre Karch hypnotise le lecteur « par la profondeur et la justesse de son regard sur les attitudes fondamentalement contradictoires de ses personnages ». Il termine en commentant la fin du roman qui recrée « la profonde rupture qui naît [au cours des années 30] dans la conscience canadienne-française au seuil des temps modernes. »

### Noëlle à Cuba
À sa sortie en 1988, le roman reçoit un accueil positif. Dans le premier compte rendu à paraître, Jean-Roch Boivin qualifie Pierre Karch de « détective de l’âme » et affirme que Noëlle à Cuba est « un roman sur lequel n’importe quel éditeur québécois aurait été ravi de mettre la main. » Guy Cloutier, pour sa part, à découvert « qu’il existe un véritable plaisir jubilatoire à se laisser entraîner par cette prose rapide aux digressions fertiles qui traitent des stratégies de séduction et de l’art d’écrire avec une même ironie cruelle. » 
Pierre Hébert a compris que la définition de l’art poétique de Pierre Karch est donné au cœur du roman par un personnage « écrivain [qui] croyait que le but de toute forme d’art était de multiplier les points de vue et dénonçait […] les écrivains qui font œuvre de savant au détriment d’une certaine vraisemblance (p. 199). » Agnès Whitfield va jusqu’à dire, au sujet du roman « où l’humour s’ajoute au suspens pour nous tenir accrochés » que Noëlle à Cuba « rivalise avec Le Matou pour sa valeur de divertissement, la fantaisie se mêle aux préoccupations les plus terre-à-terre, les rêves à l’action. » Mary Ellen Ross est séduite par les « noms ludiques et mythologiques qui mettent sans cesse l’accent sur le parallélisme de la récréation et de la re-création, [et qui] proposent aussi un jeu au lecteur ».
Spécialiste du postmodernisme, Janet Paterson trouve que le roman, « [é]crit avec simplicité, tendresse et perspicacité, […] se distingue des discours postmodernes hétéroclites, des sagas historiques en nous invitant au pur plaisir de l’évasion et de la rêverie ». « Chose rare, de nos jours, Pierre Karch écrit bien », dit Pierre Léon qui continue en comparant son style artiste à celui de Huysmans et des frères Goncourt et conclut en proposant qu’il s’agit « probablement [de] l’un des premiers vrais romans de la modernité. » Enfin, lors de la parution de la deuxième édition du roman en 2008, Paul-François Sylvestre rappelle qu’en 1988, « [l]’ouvrage est salué par la critique mais passe inaperçu auprès des jurys de prix littéraires. Dommage, car il s’agit d’un livre attachant centré sur l’humain, où l’écriture fait voir sans se faire voir ».

### Jeux de patience
Les recueils de nouvelles attirent moins l’attention que les romans. Pourtant, ceux qui en parlent le font de façon positive. Camila Marcos a vu, dans Jeux de patience, « un livre dense, riche en images inattendues » ou l’auteur « se moque, sans trop de méchanceté et avec beaucoup d'humour, de notre humanité fertile en absurdités. Récits de qualité, écrits allègrement et qui font de Pierre Karch un auteur unique dans un genre pourtant très répandu ». Spécialiste de la nouvelle, Michel Lord voit l’auteur de ce recueil comme « un écrivain à part, finement séditieux sous des dehors quasi comiques ou drolatiques, imaginant des mondes, presque toujours projetés vers l’ailleurs, qui parodient les cadres de l’entendement normal ou conventionnel des choses, en regard du sacré et du profane. En cela, il fait vraiment œuvre littéraire ».

### Le nombril de Scheherazade
Louis Bélanger, frappé par un texte en exergue de Jean Baudrillard « soulignant l’emprise du principe d’incertitude sur tous les systèmes de valeur » analyse « un récit d’une insatiable variété, passant du conte fabuleux à la surenchère née de sa traduction, de l’enquête policière aux improvisations de son héroïne ».
Selon Paul Savoie, l’essentiel du Nombril de Scheherazade est de « se laisser prendre au vertige du spectacle, une espèce de jeu de trapéziste sur un fond infini d’ambiguïtés. […] Car l’auteur, même lorsqu’il nous révèle quelque chose, continue à nous le cacher, dans une prestidigitation qu’il mène de main de maître, du début à la fin de son jeu d’illusions ».

### Nuages
« On pourrait ainsi affirmer qu’il y a, dans Nuages, une tension entre deux extrêmes, deux âges, l’enfance et la vieillesse, la vie et la mort, que représentent respectivement les genres du conte (la parole vive) et de la nouvelle (la parole testamentaire). Parfois, cela constitue même l’intrigue. Dans Bernard chez le docteur, le personnage principal, qui sait qu’il mourra bientôt d’une maladie incurable, s’assied dans la salle d’attente d’une clinique médicale, crachote, tousse, joue au pestiféré pour garder les autres à distance, dérange même la vieille dame qui lit un magazine devant lui lorsque, sans qu’il s’en aperçoive, elle disparaît et cède sa place à un enfant turbulent, qui pleure et qui crie, et qui lui « tient tête » ». Margaret Michèle Cook a surtout été frappée par « les nouvelles qui se rapportent aux souvenirs et à la vieillesse […]. Ici la justesse et la finesse de l’écrivain triomphent ».